# HD ready
HD ready (angleško pripravljen za HD) je oznaka združenja European Information, Communications and Consumer Electronics Industry Technology Association (EICTA) za TV sprejemnike, ki omogočajo gledanje slike (video) visoke ločljivosti.

## Zahteve
Da lahko proizvajalec uporabi to oznako, mora sprejemnik izpolnjevati vsaj naslednje zahteve:
- naravna slika v razmerju 16:9,
- analogni vhod vrste YPbPr,
- vhod za šifriran signal vrste HDCP ali DVI
- možnost prikaza
  - slik ločljivosti 1280 x 720 točk
  - polslik ločljivosti 1920 x 1080 točk

Sprejemnik tukaj ni zajet. Signal torej prihaja iz zunanje naprave z imenom Set-Top-Box (HD-STB), ki je povezana s prikazovalnikom slike preko ustreznih priključkov. Sorodna oznaka HD TV pa zajema sprejemnik in prikazovalnik visoke ločljivosti v enem.

## Certificiranje
Zakonskega nadzora nad uporabo oznake HD ready ni.  Pravtako ni nobene neodvisne organizacije, ki bi skrbela za nadzor. To je prepuščeno uporabnikom, strokovni javnosti in strokovnemu tisku. 